# Морісіма Ясухіто
Ясухіто Морісіма (яп. 森島 康仁, нар. 18 вересня 1987, Префектура Хіого) — японський футболіст, нападник клубу «Тотігі Ува».
Виступав, зокрема, за клуби «Сересо Осака» і «Ойта Трініта».

## Ігрова кар'єра
У дорослому футболі дебютував 2006 року виступами за команду клубу «Сересо Осака», в якій провів два сезони, взявши участь у 44 матчах чемпіонату.  Більшість часу, проведеного у складі «Сересо Осака», був основним гравцем атакувальної ланки команди.
Протягом 2008—2013 років захищав кольори «Ойта Трініта», у складі якого забив 37 голів у 161 матчі японської першості.
Згодом з 2014 по 2018 рік грав у складі команд клубів «Кавасакі Фронталє», «Джубіло Івата», «Джубіло Івата» та «Тегеваджаро Міядзакі».
До складу клубу «Тотігі Ува» приєднався 2018 року. 

## Виступи за збірну
2007 року залучався до складу молодіжної збірної Японії. У її складі був учасником молодіжного чемпіонату світу 2007 року. На молодіжному рівні зіграв у трьох офіційних матчах, забивши два голи.

## Титули і досягнення
- Володар Кубка Джей-ліги (1):

«Ойта Трініта»: 2008